# 阪神競馬倶楽部
阪神競馬倶楽部（はんしんけいばくらぶ）はかつて明治時代～昭和時代にかけて競馬を施行していた団体で競馬倶楽部の一つ。

## 概要
馬券黙許時代の1907年に設立した関西競馬倶楽部と鳴尾速歩（はやあし）競馬会が、補助金競馬時代の1910年に馬政局によって整理統合され、同年5月16日に阪神競馬倶楽部が設立した。
従来、関西競馬倶楽部が使用していた兵庫県鳴尾村（現・西宮市）の鳴尾競馬場（関西競馬倶楽部時代の名称は関西競馬場）を使用して、同年春季開催から補助金を受けての競馬を始めた。一方、鳴尾速歩競馬会が使用していた鳴尾速歩競馬場は廃止となった。1923年に（旧）競馬法が公布され、同年11月24日から競馬法に基づく馬券発売の伴う競馬の開催を始めた。
1910年秋季からは帝室御賞典が下賜されその後は春季・秋季の年2回施行された。1936年12月10日に日本競馬会が設立されたのに伴い、1937年3月から4月にかけて倶楽部主催として最後の競馬が開催され、同年5月31日に日本競馬会に統合される形で解散した。

## 母体となった団体
- 関西競馬倶楽部

1907年3月20日に設立認可を受け、同年11月17日から1908年まで鳴尾川河口西岸の関西競馬場（通称：鳴尾西浜競馬場。後の鳴尾競馬場）で競馬の開催を行なった。
- 鳴尾速歩競馬会

1907年8月に設立、翌1908年6月20日から鳴尾川河口東岸の鳴尾速歩競馬場（通称：鳴尾東浜競馬場）で競馬の開催を始めたが、同年限りで開催は終了した。繋駕速歩競走・騎乗速歩競走といった速歩競走を専ら施行していた。